# Daniel Swarovski
Daniel Swarovski (24. října 1862 Jiřetín pod Bukovou, Čechy – 23. ledna 1956 Wattens, Tyrolsko) byl brusič skla a zakladatel podniku Swarovski, který se stal světoznámým díky svému broušenému sklu. Vybudoval nadnárodní společnost působící ve více než 40 zemích světa.

## Život
Narodil se jako Daniel Staffen v severních Čechách v německy mluvící rodině jako dítě svobodné matky Heleny Staffen (*1837). V okolí velmi rozšířené příjmení Swarowski získal až v 5 letech po sňatku matky s otčímem Franzem Antonem Swarowskim (*1832), rytcem skla ze Smržovky. Vyučil se pasířem (uměleckým sklářem). S manželkou Marií, rozenou Weisovou (1868–1952) měl tři syny. Nejstarší byl Wilhelm (1888–1949), prostřední byl Friedrich (1890–1961) a nejmladší Alfred Hugo (1891–1960). Později odešel do Paříže a Vídně. Zde se setkal s Františkem Křižíkem a inspirován možnostmi elektrické energie se rozhodl zkonstruovat stroj na broušení šatonů. V roce 1892 si nechal stroj patentovat a založil firmu Swarovski & Co. spolu s Armadem Kosmannem.
Z důvodu nedostatku energie v českých řekách odešel do Wattens v Tyrolsku, kde nalezl díky energii z alpské řeky Inn optimální podmínky pro založení brusičství. V roce 1908 postavil vlastní sklárnu pro dodávku skloviny a v roce 1913 vyrobil vlastní broušené sklo z křišťálového skla vynikající kvality porovnatelné s českou výrobou. Po první světové válce odešel z vedení firmy. Zemřel v roce 1956 ve věku 94 let.

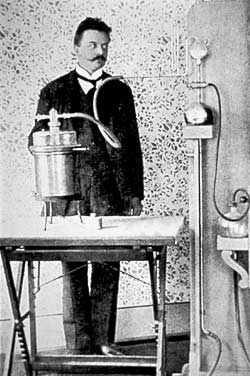
Swarovski v roce 1891
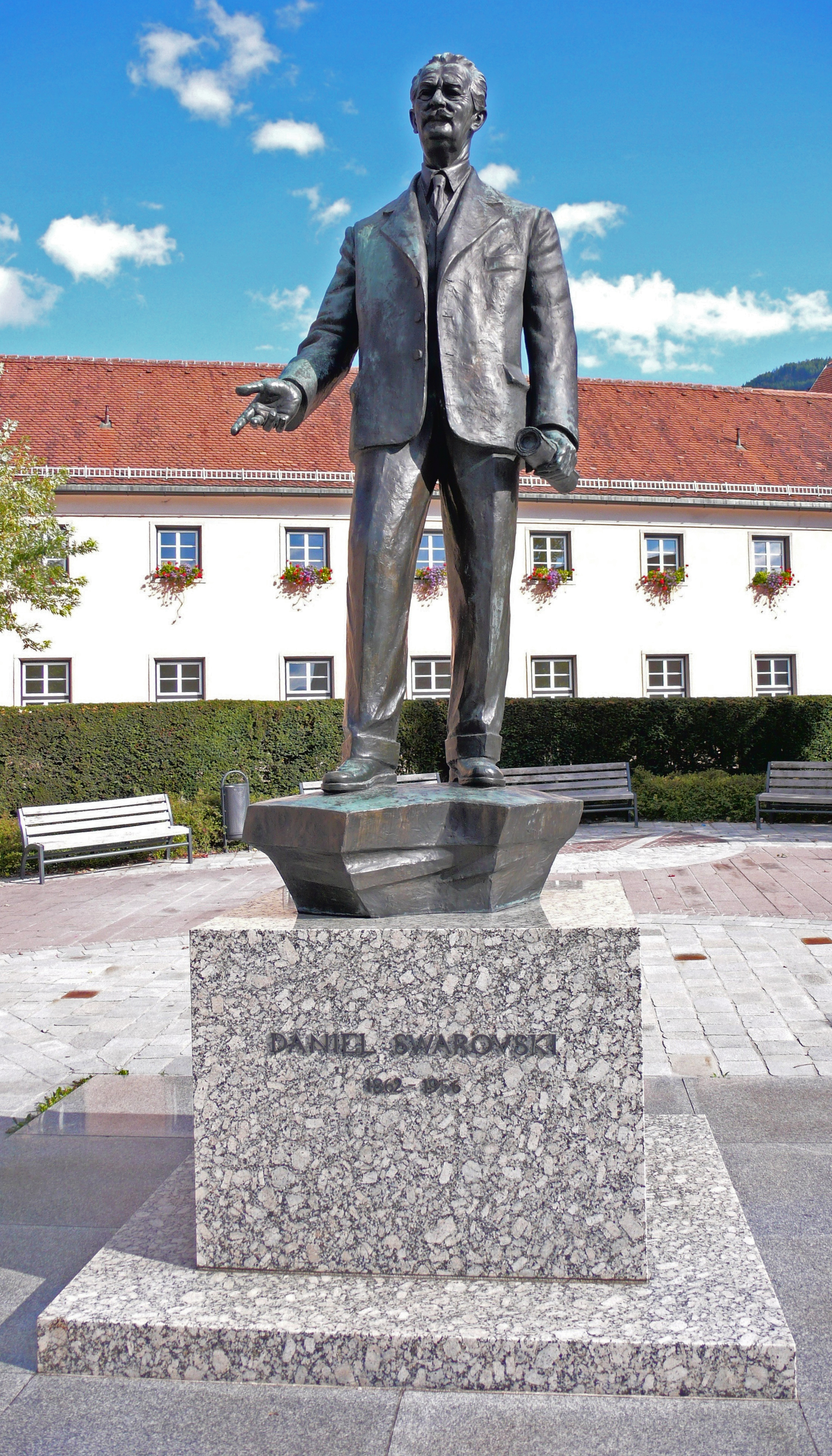
Socha Daniela Swarovského ve městě Wattens